# Acanthogobius flavimanus
Acanthogobius flavimanus е вид лъчеперка от семейство попчеви (Gobiidae).

## Разпространение
Видът е разпространен във Виетнам, Китай, Русия, Северна Корея, Хонконг, Южна Корея и Япония.